# 京成750形電車
京成750形電車（けいせい750がたでんしゃ）は、1954年より1973年まで在籍した京成電鉄の通勤形電車である。

## 概要
1954年（昭和29年）に製造開始。京成初の本格的なカルダン駆動方式を採用した車両である。
編成はモハ750形(751-760)-クハ2250形(2251-2260)、またはクハ2250形-モハ750形の2連を基本とし、750形のみの連結を基本として3～4連でも運用していた。モハ750形の前面は700形とほぼ同様であったが、クハ2250形の前面は編成の中間に入ることを考慮して切妻運転台を採用した。このため独特な外観となった。車体は普通鋼製であった。台車・駆動方式はKS-110/TDカルダン（汽車製造/東洋電機製造）、FS-306/WNドライブ（住友金属工業/三菱電機）の併用で両者の混結は可能。この後3300形まで2種類併用の台車・駆動装置の発注が続くこととなった。制御装置は発電ブレーキ付き多段式制御装置だった。但し、発電ブレーキは空気ブレーキと連動しないため、マスコンから操作する必要があった。このため、乗務員の評判はあまり良くなかった。
最後の新造の京成青電として、モハ750形、クハ2250形が各10両、合計20両が帝國車輛工業・日本車輌製造・汽車製造で製作され、地下鉄乗り入れを行わない運用に列車種別を問わずに充当されていた。最末期には八千代台駅→東中山駅間に設定された区間運転の特急列車にも運用されていた。
その後、700形や2100形などが車両更新工事を終了し、750形の更新に入るものと思われたが、初期のカルダン駆動装置の故障の多発や操作が特殊であったり、特殊部品を使用していたため保守が手間取ったのと、一般車にも冷房装置取り付けを行うこととなったため、更新時期と同じくして冷房付きの3500形の製造が開始された。このため750形については更新を行わずに3500形に置き換えることとなり、また新京成電鉄にも1両も譲渡されずに1972年（昭和47年）から廃車が開始され、翌1973年（昭和48年）に形式消滅した。
新京成電鉄では当時既に800形の制作を開始したが、沿線開発による利用客急増が800形新製による輸送力増強を越えたため平行する形で750形より旧型の200・500・700形を譲受している。750形が新京成に譲渡されなかったのは同社に譲渡された他の青電と機器が相当に異なること、すでに210形電車が高性能化されて2100形と組んで運用されていたことによるものである。

## 特徴
- モハ750形の床下に主要機器を集中させているのが特徴であった。
- モハ755-クハ2252のKS-110には空気ばねが試験的に取り付けられていたことがある。
- 性能は基本MTM編成とし、加速度 2.2 km/h/s 減速度 3.4 km/h/s （常用）
- 搭載モータは2種存在していた。
  - 東洋TDK805（端子電圧750 V、定格電流164 A、定格出力110 kW、定格回転数2,000 rpm、最高許容回転数4,500 rpm、歯車比5.27）
  - 三菱MB3021A（定格電圧750 V、定格電流170 A、定格出力110 kW、定格回転数1,600 rpm、最高許容回転数4,000 rpm、歯車比4.11）